# Schönfeldts gränd

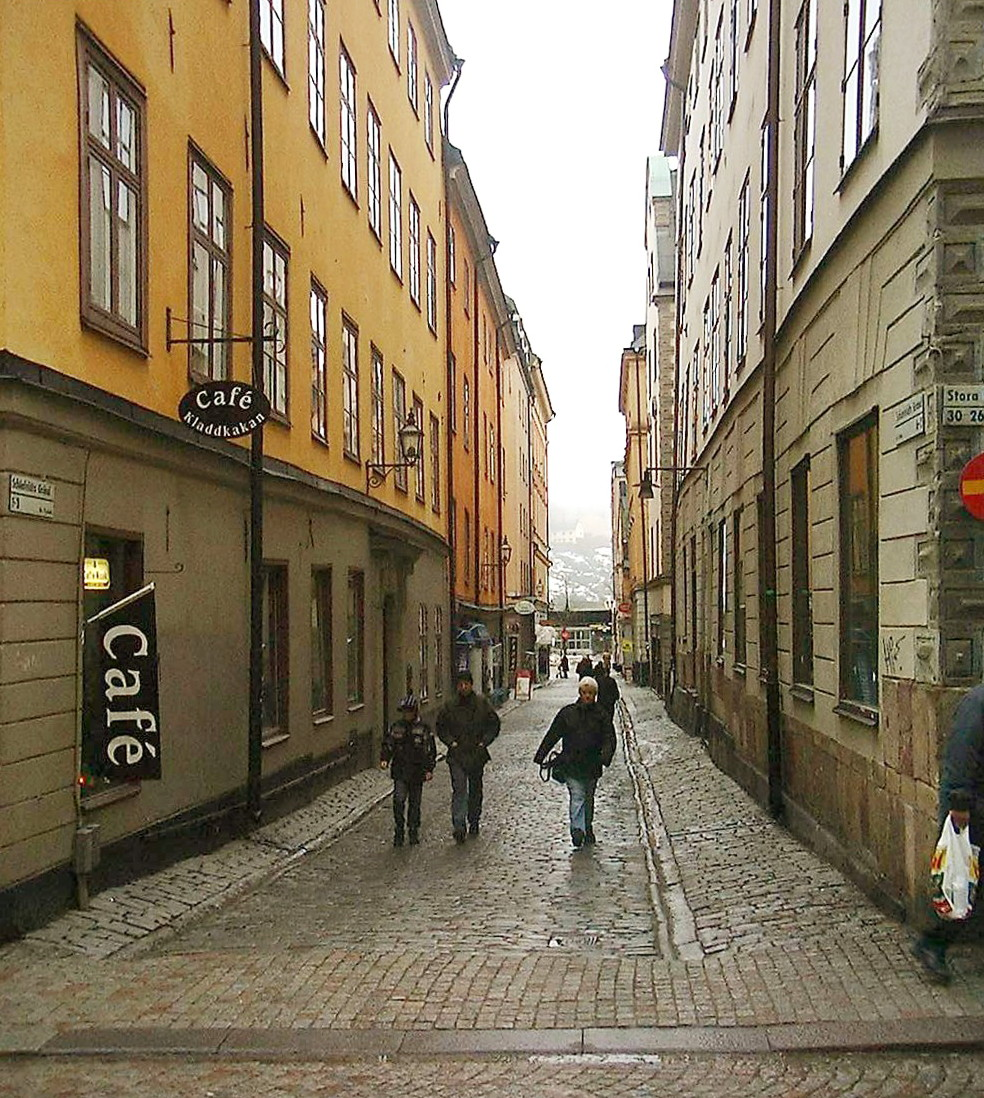
Schönfeldts gränd, 2007. Schönfeldtska huset till höger.

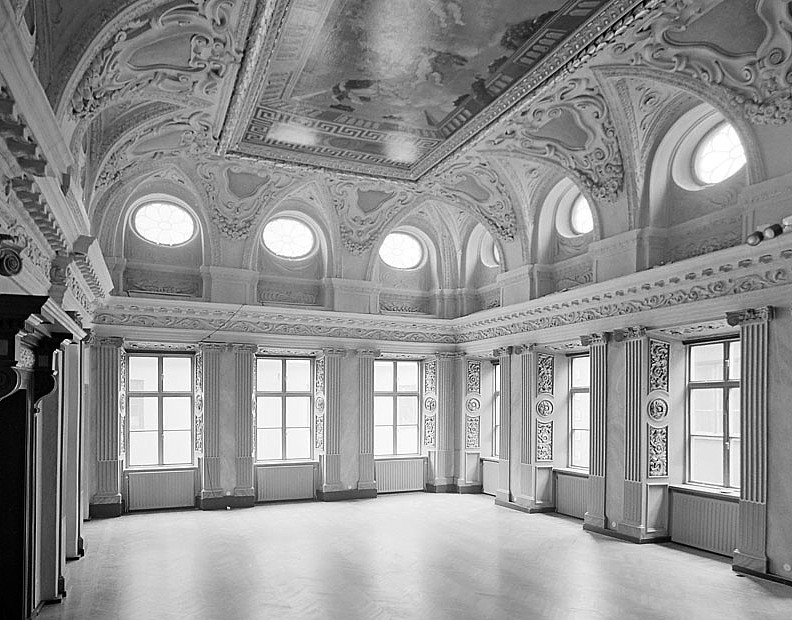
Schönfeldska salen, 1960.

Schönfeldts gränd är en gata i Gamla stan i Stockholm. Den går mellan Stora Nygatan och Mälartorget och har fått sitt namn från assessor i kommerskollegium Greger von Schönfeldt. Gatan fick sitt nuvarande namn 1885.

## Historik
På Petrus Tillaeus karta från 1733 kallas gatudelen mellan Stora Nygatan och Lilla Nygatan för Schönfeltz gr. Omkring 1670  förvärvade här Greger von Schönfeldt en fastighet från 1630-talet och lät utföra en stor om- och tillbyggnad, troligen efter ritningar av Jean de la Vallée. I huset finns en stor festsal som tillkom vid denna tid. Den räknas till en av Stockholms finaste barockrum från 1600-talets andra hälft. År 1778 köptes huset av Vetenskapsakademien och från slutet av 1820-talet hade Jernkontoret sin verksamhet här. Nuvarande ägare är Moderaterna, vars partikansli ligger i huset.